# もう一度…and then
「もう一度…and then」（もういちど アンド・ゼン）は、1988年10月21日に発売された角松敏生通算13作目のシングル。

## 解説
「もう一度…and then」はシングルのみでリリースされ、オリジナル・アルバム未収録。後にライブ・ヴァージョンがライブ・アルバム『voices under the water/in the hall』に収録されたほか、アルバム『Fankacoustics』にアコースティック・アレンジによるリテイク・ヴァージョンが収録された。
「花瓶」は、角松プロデュースによる中山美穂のアルバム『CATCH THE NITE』収録曲のセルフカバー。後にバラード・ベスト・アルバム『TEARS BALLAD』にボーカルのリテイクにて収録されるが、エンディングがフェードアウトからコーラスによるカットアウトに変更された。1999年リリースのシングル「YOU'RE MY ONLY SHININ' STAR」と2000年リリースのアルバム『The gentle sex』に、セルフカバーが再び収録された。アルバム『東京少年少女』の初回生産限定盤には軽井沢大賀ホールにて開催されたTripodでのライブ音源が収録されている。
本作よりアナログ・シングル盤に加え、8cmCDシングルもリリースされるが、アナログ盤では「もう一度…and then」がCDシングルより短く編集され5分56秒となっている。

## 収録曲
1. もう一度…and then  –  (9'29")
作詞・作曲・編曲：角松敏生、ホーン編曲：JERRY HEY
2. 花瓶  –  (7'41")
作詞・作曲・編曲：角松敏生、ストリングス編曲：大谷和夫

## クレジット
| Lead Vocal, Background Vocal, Computer Programming & Keyboards : TOSHIKI KADOMATSU |
|                                                                                    |
| BACK MUSICIANS                                                                     |
| TOMOHITO AOKI (b)                                                                  |
| MASAHARU ISHIKAWA (ds)                                                             |
| YOSHIHIRO TOMONARI (key)                                                           |
| YUZO HAYASHI (key)                                                                 |
| YOSHIYUKI ASANO (g)                                                                |
| JUN KAJIWARA (g)                                                                   |
| OSAMU KOIKE (sax)                                                                  |
| KANICHIRO KUBO (mani)                                                              |
| SUSUMU “SHIN” KAZUHARA (tp)                                                        |
| KENJI NISHIYAMA (tp)                                                               |
| JAKE H.CONCEPTION (sax)                                                            |
| KAYOKO “JACKEY” TAKAHASHI (cho)                                                    |
| HIDEKI FUJISAWA [JADOES] (cho) by the courtesy of Nippon Columbia Co.,Ltd.         |
|                                                                                    |
| GUEST MUSICIANS                                                                    |
| «もう一度…and then»                                                                |
| JERRY HEY (tp)                                                                     |
| LARRY WILLIAMS (sax)                                                               |
| «花瓶»                                                                             |
| PHILPPE SAISSE (A.piano & key) by the courtesy of WINDHAM HILL RECORDS             |